# In blinder Wut
In blinder Wut ist ein US-amerikanisches Filmdrama aus dem Jahr 1935 von Michael Curtiz nach der Kurzgeschichte Jan Volkanik von Michael A. Musmanno und dem Theaterstück Bohunk von Harry R. Irving.

## Handlung
Der aus Ost-Europa eingewanderte Joe Radek hat sich in Anna Novak verliebt. Er träumt davon, seine Stelle als Minenarbeiter zu kündigen, eine Farm zu kaufen und dort mit Anna als Ehefrau zu leben. Anna mag John, doch kann sie sich keine Beziehung mit ihm vorstellen. Sie brennt mit Slim Johnson durch. Joe ist deprimiert und betrinkt sich.
Bei einem Treffen der Minenarbeiter kommt Steve Croner dazu. Croner will die Macht der Gesellschafter brechen und stachelt die Arbeiter zu einer Rebellion an. Joes Freund Mike Shemanski, der Gewerkschaftsführer, versucht, Joe bei der Gewerkschaft zu halten. Doch Joe wird gekündigt. Die Minengesellschaft stellt eine werkseigene Polizei auf, die von dem Schläger McGee geführt wird. Die Gewerkschaft ruft zum Streik auf, die Gesellschaft stellt Streikbrecher ein. Croner, der als Spitzel der Gesellschaft entlarvt wird, verlässt die Stadt.
In einer Nacht stellen McGee und seine Männer Mike zu einem ungleichen Kampf. Joe kommt zufällig vorbei und versucht, seinen Freund zu retten. Doch Mike wird getötet und Joe schwer verletzt. Im Krankenhaus wird Joe von Anna besucht, die ihn um Verzeihung bittet. Erst will Joe keine Hilfe von Anna, doch bald besinnt er sich anders. Mit ihrer Hilfe dringt er in die Mine ein. Er droht, den Schacht zu sprengen, sollte die Gesellschaft sich nicht zu Verhandlungen mit der Gewerkschaft bereit erklären. McGee versucht, Joe in der Mine ausfindig zu machen. Es kommt zu einem harten Kampf, der damit endet, dass McGee zu Joes Geisel wird.
Joe hält für einige Tage die Stellung. Nun willigt die Gesellschaft in seine Forderungen ein. Eine staatliche Untersuchung ergibt, dass die Gesellschaft den Streik angestiftet hat. Joe und Anna werden von den Einwohnern der Stadt herzlich aufgenommen.

## Hintergrund
Die Produktion von Warner Bros. wurde am 10. April 1935 uraufgeführt. In Deutschland war er erstmals am 26. Oktober 1977 im Rahmen einer TV-Premiere im dritten Programm des BR zu sehen.
Wegen einiger brutalen und kontroversen Szenen wurde der Film in Chicago sowie in Spanien, Peru, Venezuela, Guatemala, Trinidad und Tobago und anderen Ländern verboten. Die US-Zensurbehörden waren zwar erstaunt darüber, dass Joes kriminelle Taten wie Erpressung und Geiselnahme nicht bestraft wurden, dennoch konnten die Szenen im Film belassen werden. In Pennsylvania, das Zentrum der Kohleindustrie, wurde der Film ohne Vorbehalte aufgeführt.
Der Mord an Mike Shemanski basiert auf einer wahren Begebenheit, bei der 1929 der Minenarbeiter John Barkowski von drei Angehörigen des Werkschutzes getötet wurde. Der Richter, der die Verhandlung gegen die drei Männer leitete, war Michael A. Musmanno, der aus diesen Geschehnissen seine Kurzgeschichte schrieb.

## Kritik
Das Lexikon des internationalen Films schreibt über den Film: „Sozialkritischer Film, ehrlich in der Anlage, nicht frei von Sentimentalität, aber hervorragend dargestellt.“
Andre Sennwald von der New York Times lobte die hervorragende Darstellung von Paul Muni. Die beständige Schönfärberei störe, doch in Anbetracht, dass die Zensurbehörde in dem Film ein aufrührerisches Sozialdokument sehe, verstehe man, welchen Gefahren sich das Studio ausgesetzt habe.
Dave Kehr vom „Chicago Reader“ befand, Michael Curtiz habe das gute Sozialdrama unbeachtet der politischen Folgerungen inszeniert, aber dafür mit gutem Tempo und Charakterisierung.

## Auszeichnungen
1936 wurde Paul Muni in der Kategorie Bester Hauptdarsteller für den Oscar nominiert.